# جامعة فورت هير
جامعة فورت هير (بالإنجليزية: University of Fort Hare)‏ هي جامعة عامة في أليس، كيب الشرقية جنوب أفريقيا.
كانت مؤسسة رئيسية للتعليم العالي للأفارقة السود من عام 1916 إلى عام 1959 عندما قدمت تعليمًا أكاديميًا على النمط الغربي للطلاب من جميع أنحاء أفريقيا جنوب الصحراء، مما خلق نخبة أفريقية سوداء. كان خريجو فورت هير جزءًا من العديد من حركات الاستقلال اللاحقة وحكومات الدول الأفريقية المستقلة حديثًا.
في عام 1959، تم إدراج الجامعة في نظام الفصل العنصري، لكنها الآن جزء من نظام التعليم العالي العام في جنوب أفريقيا بعد الفصل العنصري. وهي معروفة بخريجيها البارزين، الذين يضمون العديد من القادة البارزين ورؤساء الدول والفائزين بجائزة نوبل ونشطاء الأعمال والحرية مثل نيلسون مانديلا، وديزموند توتو، وروبرت سوبوكوي، وأوليفر تامبو وغوفان مبيكي، وزد كي. ماثيوز، وروبرت موغابي وكريس هاني، ودالي مبوفو، وسيزوي نتسالوبا، وكينيث كاوندا.

## التاريخ

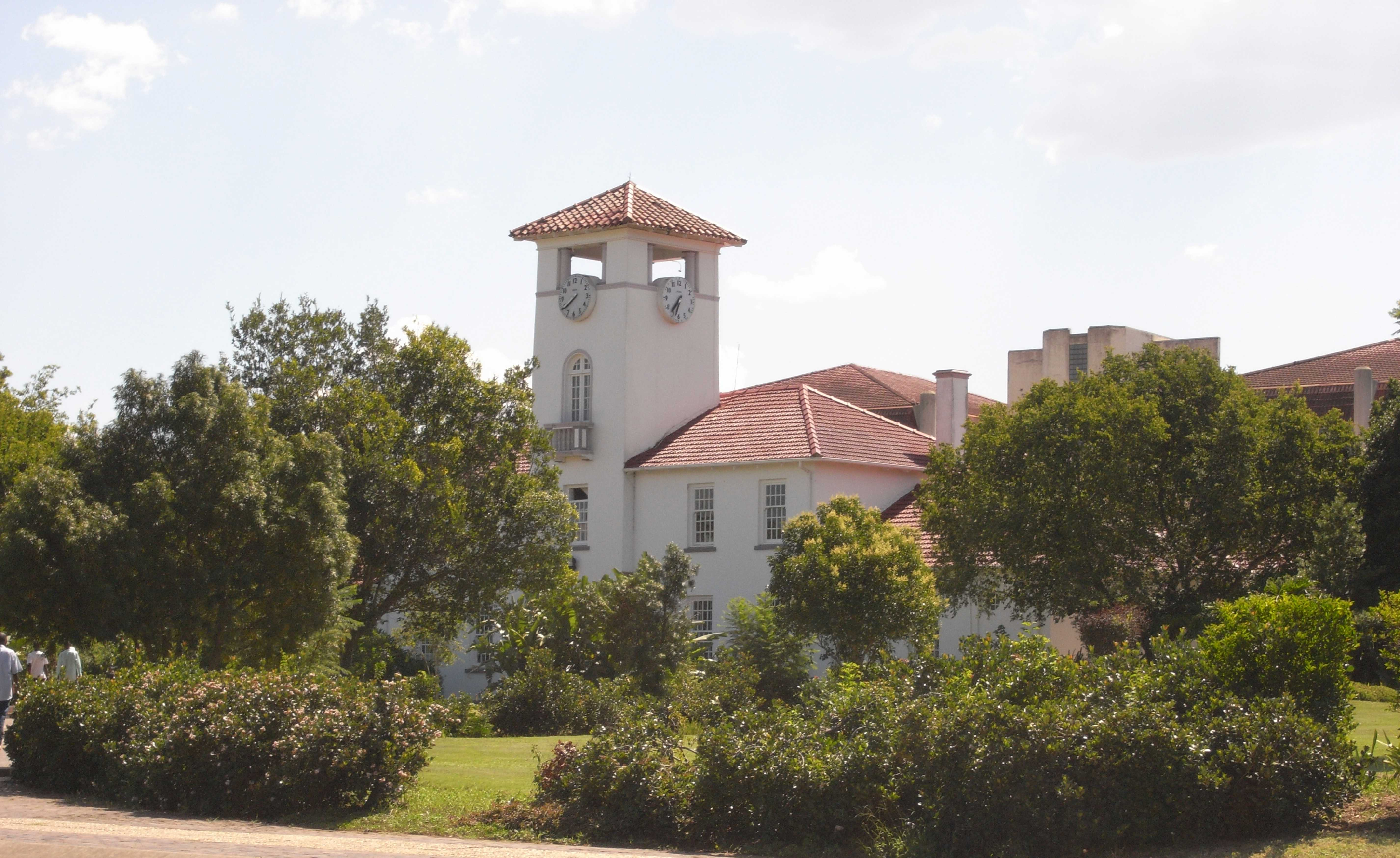
قاعة الاتحاد بجامعة فورت هير

في الأصل، كان فورت هير حصنًا بريطانيًا في الحروب بين المستوطنين البريطانيين والكوسيون في القرن التاسع عشر. لا تزال بعض أطلال الحصن مرئية حتى اليوم، بالإضافة إلى قبور بعض الجنود البريطانيين الذين لقوا حتفهم أثناء عملهم هناك.
خلال ثلاثينيات القرن التاسع عشر، بُنِيَ معهد لوفديل التبشيري بالقرب من فورت هير.:419 واقترح جيمس ستيوارت، أحد مديريها المبشرين، في عام 1878 إنشاء مؤسسة للتعليم العالي للطلاب السود.:419 ومع ذلك، لم يعيش لرؤية فكرته قيد التنفيذ :419 عندما تأسست في عام 1916 فورت هير وكان الكسندر كير أول مدير لها. كان DDT Jabavu أول موظف أسود يحاضر باللغات اللاتينية والسوداء.:419 ووفقًا لمبادئها المسيحية، كانت الرسوم منخفضة ومدعومة بشكل كبير. كما تم توفير العديد من المنح الدراسية للطلاب العاجزين عن دفع الرسوم.
كان لدى فورت هير العديد من الجمعيات على مر السنين قبل أن تصبح جامعة في حد ذاتها. كانت في البداية كلية جنوب إفريقيا الأصلية ملحقة بجامعة جنوب أفريقيا. :419 ثم أصبحت الكلية الجامعية في فورت هير مرتبطة بجامعة رودس.:419 ومع تطبيق نظام الفصل العنصري، تم فصل مؤسسات التعليم العالي في جنوب إفريقيا بشكل صارم على أسس عنصرية. ذهب السود في السابق إلى صفوف مع الهنود والملونين وعدد قليل من الطلاب البيض. ومنذ عام 1953، أصبحت المدرسة جزءًا من نظام التعليم في البانتو، ومع تمرير قانون تعزيز حكومة البانتو الذاتية في عام 1959، تم تأميمها وفصلها على أساس العرق والقبلية، وتم تشجيع التدريس باللغات الأفريقية بدلاً من اللغة الإنجليزية. أصبحت فورت هير جامعة للسود في عام 1970، تخضع لسيطرة صارمة من قبل حكومة الولاية.:419
كانت مؤسسة رئيسية في التعليم العالي للأفارقة السود من عام 1916 إلى عام 1959. قدم التعليم الأكاديمي على الطراز الغربي للطلاب من جميع أنحاء أفريقيا جنوب الصحراء، وخلق نخبة أفريقية سوداء. كان خريجو فورت هير جزءًا من العديد من حركات الاستقلال اللاحقة وحكومات الدول الأفريقية المستقلة حديثًا. من بين أولئك الذين درسوا في فورت هير وأصبحوا فيما بعد قادة دولهم كانوا كينيث كاوندا، وسيريتسي خاما، ويوسف ولي، وجوليوس نيريري، وروبرت موغابي، وجوشوا نكومو.
ومن بين المعارضين البارزين لنظام الفصل العنصري الذين حضروا نيلسون مانديلا وغوفان مبيكي، وأوليفر تامبو من المؤتمر الوطني الأفريقي، ومانغوسوثو بوتيليزي من حزب إنكاثا للحرية، وروبرت سوبوكوي من مؤتمر عموم الأفارقة، وديزموند توتو. ترك مانديلا، الذي درس اللغة اللاتينية والفيزياء هناك لمدة عامين تقريبًا في أربعينيات القرن الماضي، المؤسسة نتيجة لخلاف مع مدير الكلية.
بعد نهاية الفصل العنصري، أصبح أوليفر تامبو رئيسًا للجامعة في عام 1991.

## الجامعة
يقع الحرم الجامعي الرئيسي في أليس بالقرب من نهر تيوم. في مقاطعة كيب الشرقية على بعد حوالي 50 كيلومتر غرب مدينة الملك ويليام، في منطقة كانت تُعرف لفترة من الوقت بدولة سيسكي المستقلة. في عام 2011، كان في حرم أليس حوالي 6400 طالب. تم بناء الحرم الجامعي الثاني في عاصمة مقاطعة كيب الشرقية ببيشو في عام 1990.

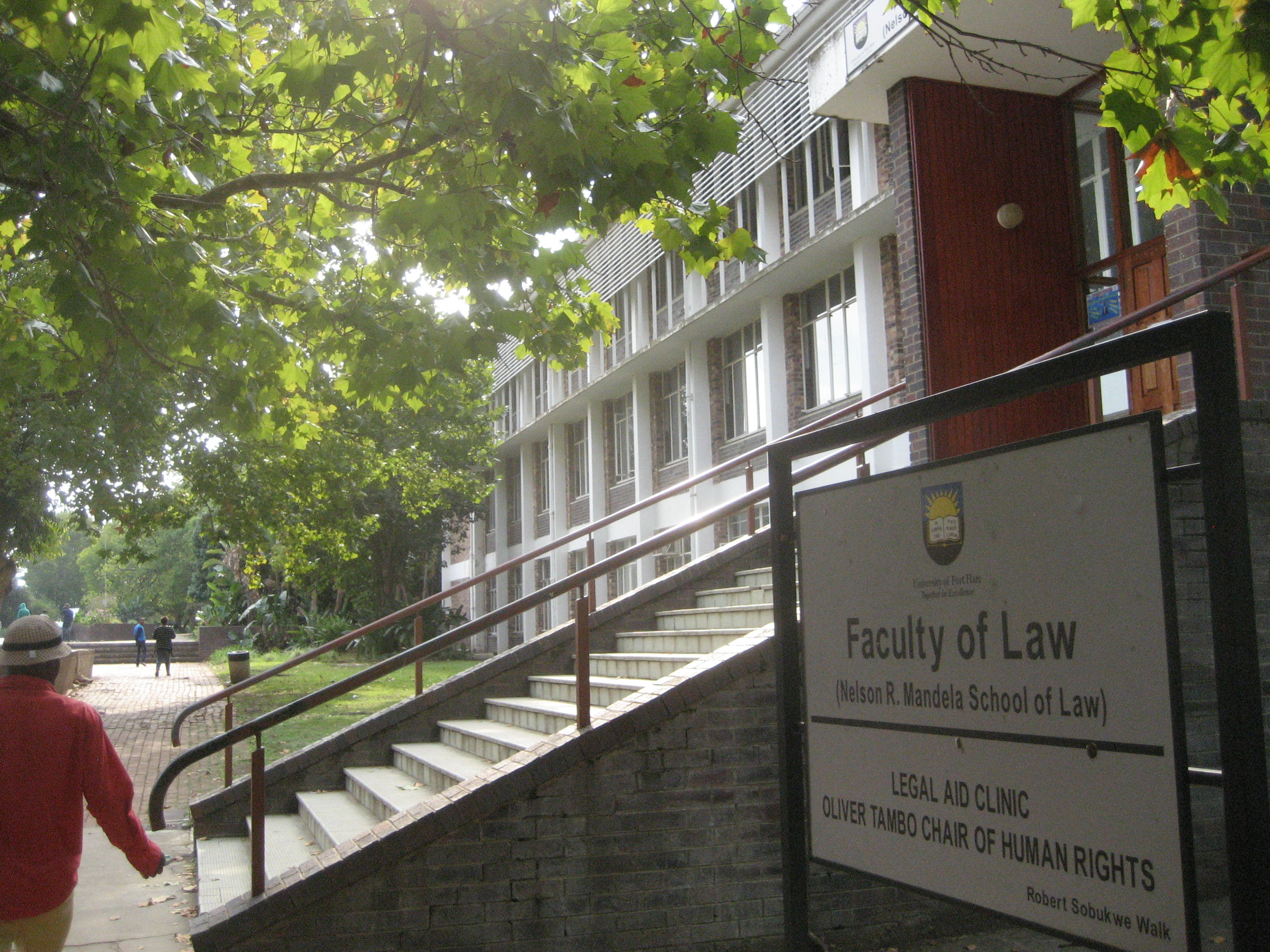
كلية الحقوق
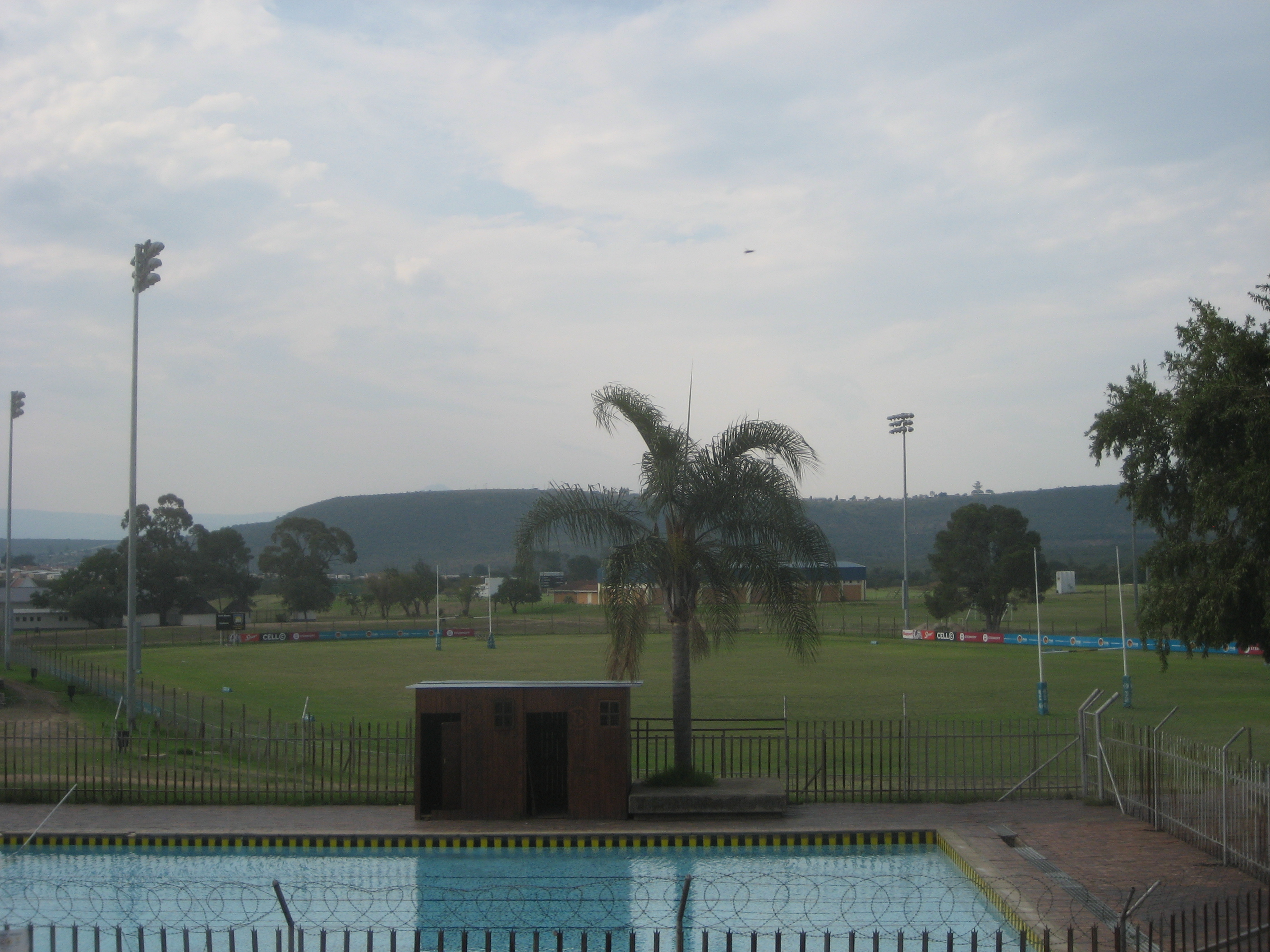
ملاعب رياضية وحمام سباحة
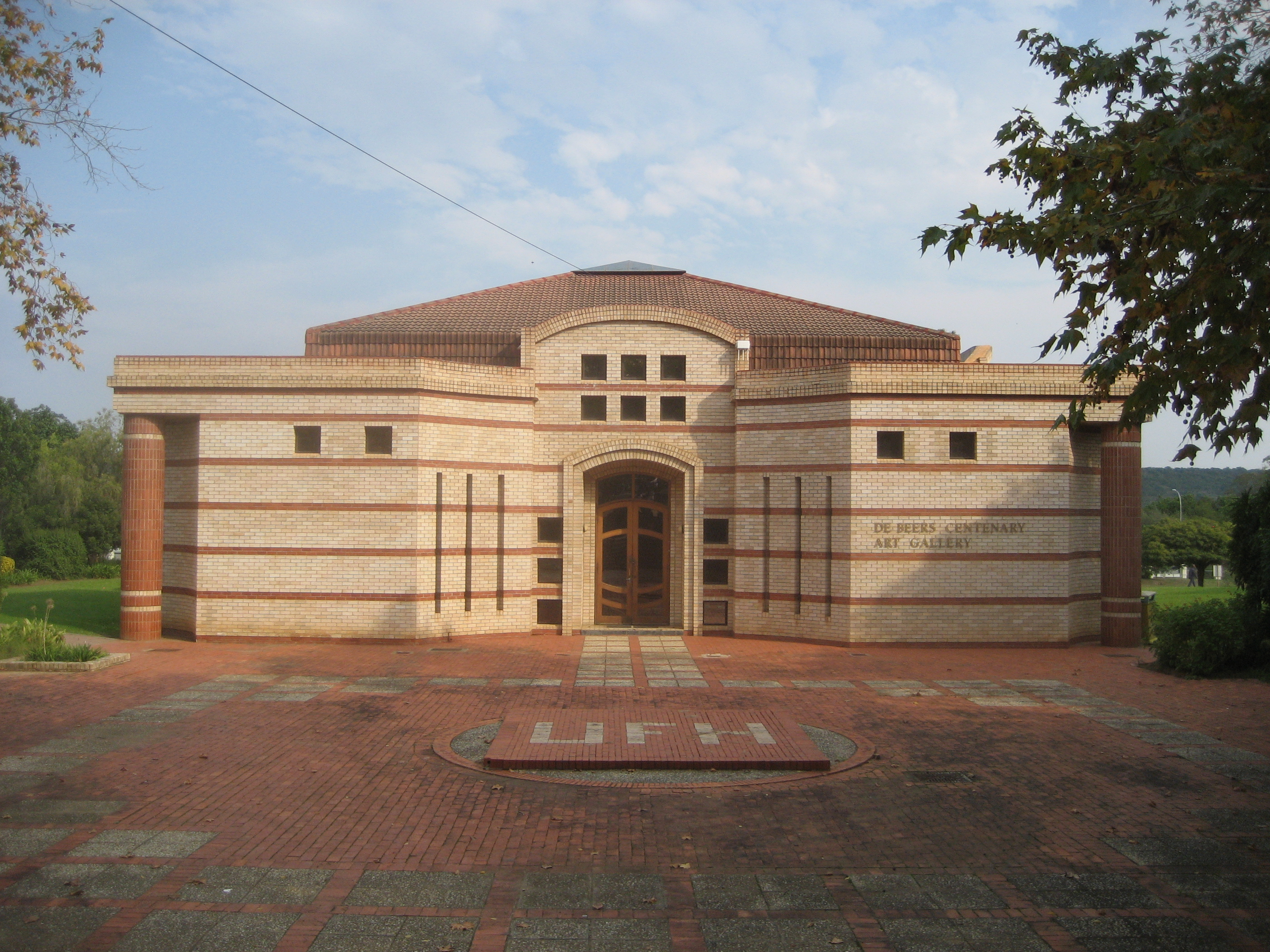
معرض فورت هير دي بيرز للفنون